# Assam-Bewegung

Das Symbol der All Assam Students Union (AASU), der Hauptträgerin der Bewegung, zeigte eine geballte Faust vor dem Hintergrund der Konturen des indischen Nordostens

Die Assam-Bewegung (assamesisch অসম আন্দোলন, englisch Assam Movement) war eine ethnisch-nationalistische Massenbewegung im indischen Bundesstaat Assam in den Jahren 1979 bis 1985. Die Bewegung wurde wesentlich von assamesischen Studenten getragen, richtete sich gegen die Einwanderung von Bengalen aus dem benachbarten Bangladesch nach Assam und die damit verbundene, gefühlte Überfremdung. Im Verlauf der Bewegung kam es zur massiven Störung der öffentlichen Ordnung in Assam und zu gewalttätigen Ausschreitungen, denen insbesondere im Jahr 1983, im Umfeld der umstrittenen Parlamentswahl in Assam, Tausende Menschen zum Opfer fielen. Die Bewegung fand ihr äußeres Ende mit dem Abschluss des sogenannten Assam-Abkommens (Assam accord) 1985 zwischen den Führern der Assam-Bewegung und der indischen Regierung unter Premierminister Rajiv Gandhi.

## Historischer Hintergrund

### Assam zur britischen Kolonialzeit
Im Jahr 1826 kam das Gebiet des heutigen Assam nach dem Ersten Anglo-Birmanischen Krieg unter die Kontrolle der Britischen Ostindien-Kompanie. Vor dem Krieg hatte Assam aufgrund seiner geografischen Abgeschiedenheit über Jahrhunderte hinweg eine vom übrigen Indien relativ isolierte Existenz geführt. Im Gegensatz zum übrigen Indien war es nie unter die Herrschaft muslimischer Herrscher geraten bzw. nie Teil des Mogulreichs gewesen. In den Flusstälern des Brahmaputra und seiner Nebenflüsse siedelten die Assamesen, die eine indoeuropäische Sprache sprachen und ganz überwiegend Hindus waren, während die dünn besiedelten Bergregionen von tibeto-birmanischen Stammesvölkern besiedelt waren, die größtenteils animistischen Religionen anhingen.
Nach der Machtübernahme durch die Briten begann sich die ethnische Zusammensetzung des Landes zu ändern. Mit den britischen Verwaltungsbeamten kamen viele bengalische Hindus ins Land. In Bengalen hatte die Ostindien-Kompagnie schon ein Jahrhundert früher begonnen, eine lokale Verwaltungselite aufzubauen. Bengalisch (das mit dem Assamesischen nahe verwandt ist) wurde 1836 bis 1873 zur offiziellen Verwaltungssprache Assams. Viele Briten und auch Bengalen sahen das Assamesische als eine Art minderen Dialekt des Bengalischen an. Als Händler kamen die Marwari („Bewohner von Marwar“), die wesentliche Teile des Handels in Assam monopolisierten. Hinzu wurden ab der zweiten Hälfte des 19. Jahrhunderts viele Arbeiter für die entstehenden Teeplantagen angeworben – vielfach Adivasi aus dem Gebiet der Chota-Nagpur-Hochebene im heutigen Bihar und Jharkhand. Die einheimischen Assamesen hatten geringe Motivation, als Lohnarbeiter auf den Plantagen zu arbeiten, da sie Subsistenzwirtschaft auf eigenem Grund und Boden betrieben. Nach dem Zensus von 1891 waren geschätzt etwa ein Viertel der Bewohner des Brahmaputra-Tals Migranten von außerhalb Assams. Die größte Einwanderungswelle vollzog sich im 20. Jahrhundert, als muslimische Bengalen in großer Zahl aus dem dicht besiedelten Bengalen nach Assam einwanderten, dort große Waldgebiete rodeten und für den Ackerbau nutzbar machten.
| Dekade  | Assam | Indien |
| ------- | ----- | ------ |
| 1901–11 | 16,8  | 5,7    |
| 1911–21 | 20,2  | −0,3   |
| 1921–31 | 20,1  | 11,0   |
| 1931–41 | 20,5  | 14,2   |
| 1941–51 | 20,1  | 13,3   |
| 1951–61 | 35,0  | 21,6   |
| 1961–71 | 35,2  | 24,8   |
| 1971–81 | 36,3  | 24,7   |

Ab 1912 wurde dauerhaft die Provinz Assam eingerichtet, die den bevölkerungsreichen, mehrheitlich bengalisch-muslimischen Distrikt Sylhet (etwa die heutige Division Sylhet) mit umfasste. Als in den 1930er und 1940er Jahren erstmals Wahlen zu den Parlamenten stattfanden (mit sehr beschränkten Wahlberechtigungen) gewannen die muslimischen Bengalen die Mehrheit im Provinzparlament von Assam und nutzten ihre Position, um die weitere muslimische Einwanderung aus Bengalen zu fördern. Vizekönig Lord Wavell notierte nach einem Besuch Assams am 22. November 1942: „Das Hauptproblem ist das Bestreben der Muslim-Minister, die Immigration in bislang unbebautes Land zu befördern – mit der Begründung, dass dadurch die Nahrungsmittelproduktion gesteigert wird. Worauf es ihnen jedoch wirklich ankommt ist die Vermehrung der Zahl der Muslime.“
Bei der Teilung Indiens 1947 sprachen sich die Muslime für eine Angliederung Assams an Ostpakistan aus. Dies wurde nicht verwirklicht, jedoch kam der Distrikt Sylhet nach einer Volksabstimmung zu Ostpakistan.

### Entwicklung im unabhängigen Indien bis 1979
| Jahr | Assamesisch | Bengalisch |
| ---- | ----------- | ---------- |
| 1951 | 56,7 %      | 16,5 %     |
| 1961 | 62,4 %      | 18,0 %     |
| 1971 | 61,0 %      | 19,7 %     |

Aus der ehemaligen britisch-indischen Provinz Assam wurde ab 1950 der Bundesstaat Assam. In dem neuen Bundesstaat bildeten die ethnischen Assamesen die Mehrheit und stellten die Regierung. Diese Regierungen betrieben eine Politik der Förderung der assamesischen Sprache in der Verwaltung, den Schulen und Universitäten. Assamesisch wurde 1960 zur offiziellen Sprache des Bundesstaats erklärt. Diese Politik stieß zwar vereinzelt auf Widerstand, jedoch passten sich die in Assam lebenden muslimischen Bengalen den Gegebenheiten an und unterstützten vielfach sogar diese Politik, die sich auch wesentlich gegen bengalische Hindus in Assam richtete. Eingedenk der ethnisch-religiösen Säuberungen, die es nach der Teilung Indiens gegeben hatte, herrschte unter vielen Muslimen lange die Furcht, dass sie eventuell in das benachbarte muslimische Ostpakistan abgeschoben werden könnten und sie gaben sich Mühe, in der Mehrheitsgesellschaft Assams nicht aufzufallen. Beispielsweise kam es 1972 zu öffentlichen Auseinandersetzungen, ob bei Prüfungen an der Gauhati University neben Assamesisch und Englisch auch Bengalisch als Sprache verwendet werden dürfe. Bei der Auseinandersetzung standen sich assamesische Hindus und bengalische Hindus gegenüber, während die bengalischen Muslime die Position der assamesischen Hindus unterstützten.
Die offiziellen Statistiken zeigten, dass Assam seit Beginn des 20. Jahrhunderts der Teil Indiens mit der am schnellsten wachsenden Bevölkerung war. Grund für diese Bevölkerungszunahme war eine positive Zuwanderungsbilanz. Auch nach der Teilung Indiens ebbte die Zuwanderung aus Ostbengalen, nunmehr Ostpakistan, nicht ab. In den Jahren nach der Teilung strömten vor allem Hindu-Flüchtlinge, die sich durch die Muslim-Mehrheit in Ostpakistan diskriminiert sahen, ins Land. Jedoch wanderten auch zunehmend muslimische Bengalen über die grüne Grenze ein. In den Volkszählungen gaben die Migranten häufig Assam als ihr Geburtsland und zum Teil auch Assamesisch als ihre Muttersprache an, da sie die Ausweisung als illegale Migranten befürchteten. Die Angaben zur Religionszugehörigkeit waren jedoch meist wahrheitsgemäß. Aus diesen Volkszählungen wurde deutlich, dass der muslimische Bevölkerungsanteil stark im Anstieg begriffen war und es konnte geschätzt werden, dass zwischen 1951 und 1961 etwa 221.000 Muslime zugewandert waren. Bis 1971 waren es 424.000. Im Vorfeld und während des Bangladesch-Krieges strömten Millionen Flüchtlinge aus Ostpakistan (ab 1971 Bangladesch) nach Indien. Die genaue Zahl der Migranten nach Assam konnte nur geschätzt werden. Die Bevölkerung Assams stieg zwischen 1971 und 1981 von 14,6 Millionen auf 19,9 Millionen (+36,3 %). Wäre die Bevölkerung entsprechend dem übrigen Indien gewachsen (+24,7 %) hätte es einen Bevölkerungsanstieg von 3,6 statt 5,3 Millionen gegeben. Aufgrund verschiedener statistischer Erhebungen konnte geschlossen werden, dass in der Dekade von 1971 bis 1981 etwa 1,8 Millionen Menschen nach Assam eingewandert waren. Woher diese Einwanderer kamen, ließ sich nicht genau ermitteln, jedoch lag die Vermutung nahe, dass es sich ganz überwiegend um illegale Migranten aus Bangladesch handelte. Angesichts der Masseneinwanderung wuchs bei den autochthonen Assamesen und Stammesvölkern die Sorge, dass insbesondere die eingewanderten muslimischen Bengalen, wenn sie erst zahlreich genug wären, statt wie bisher zum großen Teil Assamesisch, künftig wieder Bengalisch als ihre Muttersprache angeben und die Assamesen bald zur Minderheit im eigenen Land werden würden.

### 1977 bis 1979

Grenzen in Nordostindien seit dem Jahr 1972

Ein wesentlicher Punkt, der die bengalischen Muslime in den ersten Jahrzehnten nach der Unabhängigkeit an der Seite der assamesischen Hindus gehalten hatte, war die integrative Kraft der Kongresspartei gewesen. Die Kongresspartei galt den Muslimen und auch den bengalischen Hindus in Assam als überregionale Partei, die die Interessen der Minderheiten schützte. Nach der schweren Wahlniederlage der Kongresspartei unter Premierministerin Indira Gandhi bei der gesamtindischen Parlamentswahl 1977 kam es 1978 zur Spaltung des Kongresses in einen Flügel, der weiterhin Indira Gandhi unterstützte (Congress (I)) und eine Fraktion, die anfänglich unter der Führung von D. Devaraj Urs stand (Congress (U)). Als neue Kraft in der indischen Parteienlandschaft etablierte sich die 1977 durch Zusammenschluss verschiedener Oppositionsgruppierungen neu gegründete Janata Party (JNP). Die Janata Party gewann nicht nur die gesamtindische Wahl 1977, nach der sie die indische Zentralregierung stellte, sondern war auch bei der im folgenden Jahr 1978 abgehaltenen Wahl zum Parlament von Assam erfolgreich, bei der sie 53 der 126 Wahlkreise gewann. Indira Gandhis Congress (I) gewann 8 und der Congress (U) 26 Mandate. Deutlich waren die Zugewinne der Kommunisten. Die CPM, die nie zuvor einen Wahlkreis in Assam gewonnen hatte, gewann diesmal 11. Im neu gewählten 126 Abgeordnete umfassenden Parlament saßen 34 Muslime – so viel wie nie zuvor. Chief Minister, d. h. Regierungschef Assams wurde Golap Borbora (JNP), der eine Koalition aus JNP und Kommunisten (CPM) anführte. Nach dem Zerbrechen dieser Koalition bildete sich im September 1979 eine neue Regierung aus JNP und Congress (U) unter Chief Minister Jogendra Nath Hazarika (JNP).

## Beginn der Bewegung 1979
Der äußere Auslöser für den Beginn der Assam-Bewegung war eine Nachwahl im Lok Sabha-Wahlkreis 8-Mangaldoi in Assam. Der bisherige Mandatsinhaber Hiralal Patowary von der Janata Party war am 28. März 1979 in Neu-Delhi verstorben, so dass in seinem Wahlkreis eine Nachwahl abgehalten werden musste. In Vorbereitung auf die Nachwahl wurden die Wahlregister genauer überprüft. Schon in den Jahren zuvor hatten Mitarbeiter der indischen Wahlbehörden mehrfach die Vermutung geäußert, dass die Wahlregister in Assam ungenau seien. 1977 erklärte der Zentrale Wahlbeamte (Chief Electoral Officer) von Assam, „dass der Zustrom einer sehr großen Personenzahl aus dem Ausland mehr Probleme verursacht, da diese Personen die Zensusbehörden durch falsche Angaben dazu bewegen, ihre Namen in die Wahlregister einzutragen“. 1978 erklärte der Oberste Wahlleiter (Chief Election Commissioner) Indiens:

„Ich möchte mich auf die alarmierende Situation in einigen Staaten, speziell in der Nordostregion beziehen, wo beunruhigende Berichte eingehen, dass eine große Zahl von Ausländern in die Wahlregister eingetragen wurde […] Ein in dieser Hinsicht ebenfalls beunruhigender Umstand ist die von politischen Parteien erhobene Forderung, dass die Namen dieser Migranten, die nicht indische Staatsangehörige sind, in die Wahlregister eingetragen werden mögen, ohne Hinterfragung und Prüfung ihrer Staatsangehörigkeit. Dies ist eine ernste Angelegenheit.“

Die Überprüfung der Wahlregister im Wahlkreis 8-Mangaldoi ergab, dass 36.000 Wähler tatsächlich unrechtmäßig eingetragen waren. Von diesen gehörten 26.000 zu Personen, die nicht die indische Staatsangehörigkeit besaßen. Dies entsprach ungefähr 5 % der registrierten Wähler in diesem Wahlkreis, was zwar kein sehr großen Anteil war, jedoch bei den oft knappen Mehrheiten in den nach relativem Mehrheitswahlrecht durchgeführten Wahlen entscheidend sein konnte. Die Vermutung lag auf der Hand, dass es sich bei den anderen Wahlkreisen Assams ähnlich verhielt.
| Staat                                                   | Bevölkerung (geschätzt 1979, in Mio.) | Pro-Kopf- Einkommen (Rs) | Lese- fähigkeit (in %) |
| ------------------------------------------------------- | ------------------------------------- | ------------------------ | ---------------------- |
| Assam                                                   | 19,2                                  | 0852                     | 19,3                   |
| Manipur                                                 | 01,4                                  | 0755                     | 32,8                   |
| Meghalaya                                               | 01,3                                  | 0761                     | 29,4                   |
| Nagaland                                                | 00,7                                  | 0949                     | 27,4                   |
| Tripura                                                 | 02,0                                  | 0825                     | 31,0                   |
| Arunachal Pradesh                                       | 00,5                                  | 0838                     | 11,3                   |
| Mizoram                                                 | 00,4                                  | 0790                     | 53,7                   |
| Indien gesamt                                           | 646                                   | 1278                     | 29,5                   |
| unterdurchschnittlich Durchschnitt überdurchschnittlich |                                       |                          |                        |

Aufgrund des Zerfalls der Janata-Regierung in Delhi wurden vorzeitige Neuwahlen für die Lok Sabha für das Jahr 1980 angesetzt. Die All Assam Students Union (AASU, সদৌ অসম ছাত্ৰ সন্থা), die für sich in Anspruch nahm, einen großen Teil der Studentenschaft und der Schüler Assams zu repräsentieren, forderte im Verbund mit anderen assamesischen Organisationen, wie Asom Jatiyotabadi Dal (AJD, ‚Nationalistische Partei Assams‘), Purbanchaliya Lok Parishad (PLP, ‚Volksrat der Ostregion‘), und der Asom Sahitya Sabha (ASS, অসম সাহিত্য সভা, ‚Literarische Gesellschaft Assams‘) vor der 1980 anstehenden Wahl die Überprüfung der Wahlregister. Am 26. August 1979 schlossen sich verschiedene Organisationen, darunter die AASU, ASS, AJD und PLP zum Aktionsbündnis All Asom Gana Sangram Parishad (AAGSP, ‚Komitee für den Kampf des Volks von Assam‘) zusammen. Dieses Datum kann als äußerer Beginn der Assam-Bewegung angesehen werden. Erklärtes Ziel der AAGSP war die Identifizierung aller illegalen „Ausländer“, deren Entfernung aus den Wahlregistern und die Ausweisung aller seit 1961 nach Assam illegal eingewanderten Personen. Thematisiert wurde auch die anhaltende ökonomische und soziale Rückständigkeit des gesamten indischen Nordostens. Das Pro-Kopf-Einkommen in Assam lag 1979 bei 852 Rupien, verglichen zu 1278 Rs im indischen Durchschnitt. Die durchschnittliche Lesefähigkeit lag in Assam bei 19,3 % (Gesamt-Indien: 29,5 %), Infrastruktur, Landwirtschaft und Industrie waren im Vergleich zum indischen Landesdurchschnitt deutlich unterentwickelt. In den Assam benachbarten 6 Staaten Nordostindiens waren die Verhältnisse ähnlich. Aus Assam kam ein Drittel der gesamten indischen Erdölförderung und der größte Teil der indischen Teeproduktion. Der indischen Zentralregierung wurde vorgeworfen, die natürlichen Reichtümer Assams auszubeuten, ohne ein angemessenes Äquivalent zurückzugeben. Teile der Bewegung radikalisierten sich im Verlauf und AJD und PLP forderten schließlich die Sezession ganz Assams mit den angrenzenden kleinen Bundesstaaten vom Rest Indiens.
An der zunächst weitgehend friedlichen Bewegung des passiven Widerstands und zivilen Ungehorsams (Satyagraha) im November 1979 beteiligten sich in ganz Assam zwei Millionen Personen. Der Straßen und Infrastruktureinrichtungen sowie der Erdöltransport wurden durch die Demonstrierenden blockiert. Große Teile der Verwaltungsbürokratie Assams sympathisierten mit den Zielen der Bewegung und setzten ihr keinen wesentlichen Widerstand entgegen. Die Agitation wurde durch Congress (I), Congress (U) und die beiden kommunistischen Parteien (CPI und CPM) mit der Argumentation abgelehnt, dass sich die Agitation auch gegen Migranten aus anderen Teilen Indiens und Flüchtlinge richte, die ein Recht hätten, in Assam zu leben. Jedoch waren auch wahltaktische Überlegungen im Spiel, da diese vier Parteien die Migranten als ihre potentiellen Wähler sahen. Die kommunistischen Parteien, die in den Bundesstaaten Westbengalen und Tripura eine traditionell starke Wählerbasis hatten, wurden von vielen Assamesen weitgehend als rein bengalische Parteien wahrgenommen.
AAGSP und AASU forderten, dass der legale Status sämtlicher Personen, die nach dem Jahr 1951 aus dem Ausland nach Assam gekommen waren, überprüft werden solle. Personen, die zwischen 1951 und 1961 nach Assam gekommen waren, sollten nach individueller Überprüfung eventuell ein Bleiberecht erhalten. Personen, die zwischen 1961 und 1971 aus dem Ausland nach Assam eingewandert waren, sollten für staatenlos erklärt werden und auf das restliche Indien verteilt werden, während diejenigen, die nach 1971 gekommen waren, ausnahmslos nach Bangladesch abgeschoben werden sollten. Alle Organisationen der Assam-Bewegung bestritten, dass sich die Bewegung speziell gegen Muslime richtete. Jedoch kam es bald nach Einsetzen der Agitation zu kommunalistischen Auseinandersetzungen zwischen Hindus und Muslimen.
Am 12. Dezember 1979 suspendierte die indische Regierung die assamesische Regierung unter Chief Minister Hazarika nach nur 94 Tagen Amtszeit und stellte den Bundesstaat unter die direkte Kontrolle der Zentralregierung (president’s rule). Dies war das erste derartige Ereignis in der Geschichte Assams.

## 1980 bis 1985
Die Agitation nahm ein solches Ausmaß an, dass die Indische Wahlkommission die Wahl in 12 der 14 Lok Sabha-Wahlkreise Assams absagte, so dass in Assam bei der gesamtindischen Parlamentswahl 1980 nur in den beiden Wahlkreisen 1-Karimganj und 2-Silchar gewählt wurde. Dies war das erste Mal in der Geschichte des unabhängigen Indien, dass eine Wahl in einem Landesteil aufgrund Störung der öffentlichen Ordnung nicht durchgeführt werden konnte.
Als Gegenreaktion auf die AASU- und AAGSP-Agitation organisierten sich Studenten und Schüler der Minderheiten (vor allem Bengalen) und gründeten im Mai 1980 die All Assam Minority Students Union (AAMSU, „Gesamt-assamesische Minderheiten-Studentenvereinigung“). Bis zum September 1980 entwickelte sich die AAMSU zu einer wesentlichen politischen Kraft, die mit in die Verhandlungen zwischen Regierung und AASU einbezogen wurde. Zentrale Forderung der AAMSU war die Vergabe der Staatsbürgerschaft an alle Immigranten, die vor 1971 nach Assam gekommen waren.
Da nach den Bestimmungen der Verfassung president’s rule nur für maximal 1 Jahr bestehen durfte, wurde im Dezember 1980 eine neue Regierung unter der muslimischen Congress (I)-Abgeordneten Syeda Anwara Taimur gebildet, die von der CPI unterstützt wurde. Die Regierung hielt jedoch nur 205 Tage durch, nach denen erneut president’s rule verhängt wurde. Ein Versuch einer erneuten Regierungsbildung im Januar 1982 unter dem lokalen Congress (I)-Führer Keshav Chandra Gogoi war nur 2 Monate erfolgreich. Während dieser Zeit dauerten die Aktionen der Assam-Bewegung unverändert an. Die öffentliche Ordnung Assams und die Wirtschaft Assams wurden dadurch empfindlich gestört. Die indische Regierung entsandte Polizei- und Armeeeinheiten zur Aufrechterhaltung der öffentlichen Ordnung. Mit der weiter anhaltenden Kompromisslosigkeit der indischen Regierung wurde die Bewegung, die bis dahin einigermaßen friedlich verlaufen war, zunehmend gewaltbereiter. 

### Die Parlamentswahl in Assam 1983
Die indische Regierung unter der 1980 wieder ins Amt gewählten Premierministerin Indira Gandhi kündigte im Februar 1982 die Abhaltung von Wahlen zum Parlament von Assam für den Januar 1983 an. Dies schien eine verfassungsmäßige Notwendigkeit, da die maximal fünfjährige Legislaturperiode des assamesischen Parlaments im März 1983 endete. Die Wahlregister wurden jedoch keiner Überprüfung unterzogen. Die Regierung hielt damit ihre Zusagen, die sie in den Vorjahren vielfach gemacht hatte, nicht ein. AASU und AAGSP riefen daraufhin zum Wahlboykott auf.
Die Wahlen wurden auf Basis der Wahlregister von 1979 an verschiedenen Tagen abgehalten: am 14. Februar 1983 wurde in 62 Wahlkreisen gewählt, am 17. Februar in 37 und am 20. und 21. Februar 1983 in 16 bzw. 11. Bei der Wahl standen sich einen Indira Gandhis Kongresspartei und zum anderen eine Sechs-Parteien-Koalition – darunter Congress (S), CPM, CPI –, sowie weitere kleinere Parteien gegenüber. Die Bharatiya Janata Party (BJP), Janata Party und Lok Dal unterstützten dagegen den Wahlboykott.

Ergebnis der Parlamentswahl 1983:
Große Karte: Wahlbeteiligung in Prozent nach Wahlkreisen, kleine Karte: Parteizugehörigkeit der Wahlkreisgewinner
(ICS = Kongresspartei, ICS = Indian Congress (Socialist), CPM = Kommunisten (Marxisten), PTC = Plains Tribals Council of Assam, IND = Unabhängige); zu den Wahlkreisnamen und -nummern siehe die Liste der Wahlkreise in Indien

Die Wahl war trotz massiver Polizei- und Militärpräsenz von extremen Gewalttätigkeiten geprägt. Am 18. Februar 1983, noch während der laufenden Wahlen, griffen Angehörige der Tiwa-Stammes zusammen mit einigen ethnischen Assamesen das Dorf Nellie und benachbarte Siedlungen im zentralassamesischen Distrikt Naogaon an. Die Angreifer waren mit Speeren, Hiebwaffen, Knüppeln und Schusswaffen bewaffnet. In einem mehrstündigen Gemetzel wurden nach späteren offiziellen Untersuchungen 1383 Personen – Männer, Frauen und Kinder – getötet. Inoffizielle Quellen nannten noch höhere Zahlen. Bei den Angegriffenen handelte es sich um bengalische Muslime, deren Vorfahren in den 1930er Jahren aus der Region Maimansingh im heutigen Bangladesch eingewandert waren.
Auch an anderen Orten Assams kam es zu gewalttätigen ethnischen Auseinandersetzungen, auch wenn hier die Opferzahlen bei weitem nicht so hoch waren, wie in Nellie. In Gohpur gab es bewaffnete Auseinandersetzungen zwischen Bodos und Assamesen, an anderen Orten Gewalttätigkeiten zwischen Bodos und Bengalen, oder Konflikte zwischen Muslimen und Hindus.
In 13 der 126 Wahlkreise konnte aufgrund der Umstände überhaupt nicht gewählt werden, in drei Wahlkreisen konnte die Wahl nicht geordnet zu Ende geführt werden und im Wahlkreis 76-Biswanath fiel der Kongresspartei-Kandidat einem Mordanschlag zum Opfer. In 17 Wahlkreisen fand keine Wahl statt, da kein Gegenkandidat zum Kongresspartei-Kandidaten aufgestellt wurde und in vier weiteren Wahlkreisen wurden die Oppositionskandidaten durch die Agitatoren daran gehindert ihre Wahlunterlagen rechtzeitig einzureichen, so dass hier die Kongressparteikandidaten den Wahlkreis ohne Wahl gewannen. Letztlich fand eine Wahl nur in 105 von 126 Wahlkreisen statt. In diesen 105 Wahlkreisen betrug die durchschnittliche Wahlbeteiligung 32,7 % und war damit so niedrig, wie noch nie bei einer Wahl zuvor in Assam. In den Wahlkreisen mit starkem bengalischen Bevölkerungsanteil war die Wahlbeteiligung zum Teil hoch, ebenso zum Teil auch in den Wahlbezirken der Bodo-Stammesbevölkerung. Sehr niedrig war sie dagegen in den meisten Wahlkreisen mit ethnisch assamesischer Mehrheit.

### 1983 bis 1985
Nach der Wahl wurde Hiteshwar Saikia (Kongresspartei) neuer Chief Minister. Die Streik- und Boykottaktionen dauerten auch nach der Wahl an, jedoch mit verminderter Aktivität. Ab Mitte 1984 kam es zu erneuten intensivierten Verhandlungen zwischen der Regierung und den Führern der Bewegung. Nach der Ermordung von Indira Gandhi am 31. Oktober 1984 durch ihre Sikh-Leibwächter wurde ihr Sohn Rajiv Gandhi neuer indischer Premierminister. Es erfolgten Neuwahlen, an denen der Bundesstaat Assam erneut nicht teilnahm. Mit Rajiv Gandhi als Premier war auch ein personeller Neuanfang möglich. Direkte Verhandlungen zwischen seiner Regierung und den Führern der Assam-Bewegung führten schließlich am 15. August 1985 zur Unterzeichnung des sogenannten Assam-Abkommens. Darin machte die indische Regierung weitgehende Zugeständnisse und die Führer der Assam-Bewegung sagten dafür die Beendigung der Widerstandsaktionen zu. Nach Abschluss des Abkommens wurden am 18. August 1985 das Parlament von Assam aufgelöst und Neuwahlen für das Parlament von Assam sowie für die 14 assamesischen Lok-Sabha-Wahlkreise angekündigt. Die AASU gründete eine neue Partei, Asom Gana Parishad, die bei der Wahl am 16. Dezember 1985 die Mehrheit der Wahlkreise für die Bundesstaatsparlament und für die Lok Sabha für sich gewinnen konnte und anschließend die Regierung in Assam bildete.